# Capella de Sant Ramon
La Capella de Sant Ramon és un edifici religiós al municipi de Begur (Baix Empordà) inclòs en l'Inventari del Patrimoni Arquitectònic de Catalunya. D'origen barroc popular, fou restaurada després de la Guerra Civil Espanyola. Segons l'autor Vaquer i Catà, la capella és anterior a 1627, probablement construïda el 1605.
Capella de planta rectangular amb teulat a dues aigües. Façana amb campanar d'espadanya, centrat, de forma trapezoidal que clou amb teuladet a dues aigües. Aquest campanar té una obertura allargada d'arc de punt rodó. L'accés a la capella es produeix per una mena d'atri amb un gran arc de punt rodó i de grans proporcions que dona lloc a una zona amb bancs de pedra i a l'entrada que és de llinda planera i de pedra té una inscripció recent dedicada a sant Ramon Nonat. Aquesta porta està flanquejada per dues finestres rectangulars també de llinda de pedra i planera i l'atri (que és petit) és de volta de canó. Damunt de la porta hi ha un ull de bou rodó.
La façana forma un contrafort lateral a cada costat que li dona un caire trapezoidal. La façana lateral esquerra té una finestra de llinda planera a l'altura de l'altar. La dreta és totalment cega. La de l'absis té una obertura rodona amb un trencallums de creu. L'absis també pren la forma trapezoidal a causa de sengles contraforts. Tota la capella està emblanquinada.